# Elías Báez
Elías de Jesús Báez Sotelo (ur. 18 października 2004 w Rafael Castillo) – argentyński piłkarz występujący na pozycji lewego obrońcy, od 2024 roku zawodnik San Lorenzo.